# Шамбар'єр
Шамбар'єр (фр. chambariere, chambrière) — довгий манежний бич.
- У побуті використовується як їздовий бич для управління кіньми, запряженими цугом до кінного екіпажу. Складається з гнучкого очеретяного руків'я довжиною 1,5-2 м і прив'язаного до неї шкіряного ременя з наконечником, сплетеним з суворих ниток.
- У цирку шамбар'єр використовується як основний інструмент в дресируванні коней.

Вперше шамбар'єр з'явився в англійському цирку сержанта Філіппа Астлея. Проте він застосовувався не в дресурі, а в номерах наїзників. Шамбар'єр править ніби «подовженою рукою» дресирувальника, що привертає увагу коней, задає необхідного темпу бігу, керує виконанням фігур. За допомогою шамбар'єра берейтор з центру манежу коригує темп і ритм бігу коня, на якому працює наїзник. У французькому цирку Франконі шамбар'єр вживали в номерах з групою дресированих коней. У сучасному цирку шамбар'єр окрім номерів з кіньми, широко застосовується і в дресируванні екзотичних тварин: зебр, лам, жираф тощо. Відома велика кількість клоунських реприз з шамбар'єром («метелик», «конячка», «телефон» тощо).